# ماركوس غرو
ماركوس غرو (بالإنجليزية: Monty Grow)‏ هو لاعب كرة قدم أمريكية أمريكي، ولد في 4 سبتمبر 1971 في إنفيرنس في الولايات المتحدة.

## وصلات خارجية
- ماركوس غرو على موقع مرجع كرة القدم المحترفة.كوم (الإنجليزية)